# Теккерей, Уильям Мейкпис
Уи́льям Ме́йкпис Те́ккерей (англ. William Makepeace Thackeray; в русских текстах встречается вариант транслитерации Таккерей; 18 июля 1811[…], Калькутта — 24 декабря 1863[…], Лондон) — английский писатель

-сатирик, мастер реалистического романа.

## Биография

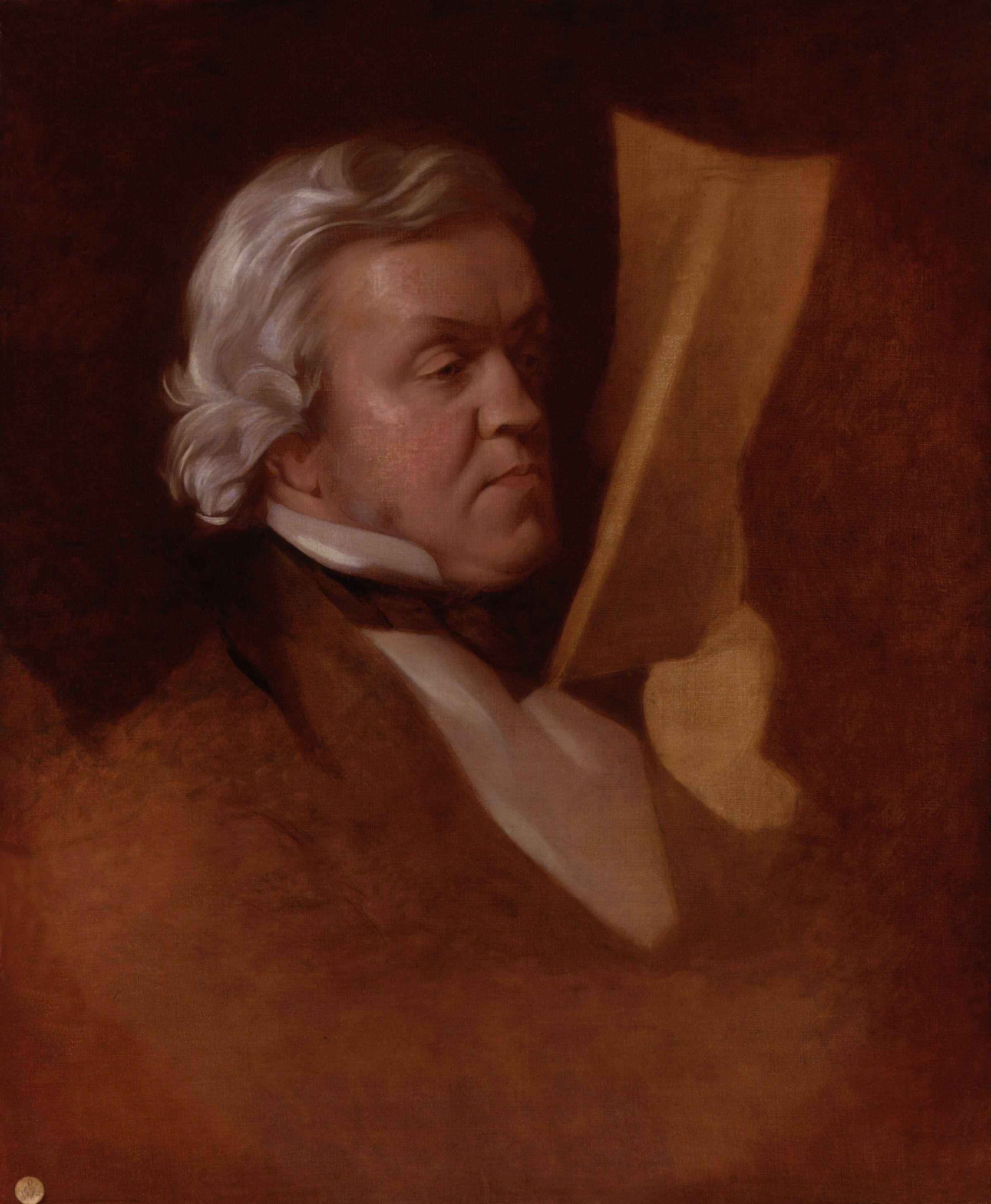
Портрет работы Лоуренс, Сэмюэл, 1864

Уильям Теккерей родился 18 июля 1811 года в Калькутте, где служили его отец и дед. В раннем детстве его перевезли в Лондон, где он начал учиться в школе Чартерхаус. В возрасте 18 лет он поступил в Кембриджский университет, однако пробыл студентом не более года. В университете он издавал юмористический студенческий журнал, заглавие которого, «Сноб» (англ. Snob), показывает, что вопрос о «снобах», столь много занимавший его впоследствии, уже тогда вызывал у него интерес. Теккерей с детства славился среди товарищей своими остроумными пародиями. Его поэма «Тимбукту», напечатанная в этом журнале, свидетельствовала о несомненном сатирическом таланте начинающего автора.
Оставив Кембридж в 1830 году, Теккерей отправился в путешествие по Европе: он жил в Веймаре и затем в Париже, где учился рисованию у английского художника Ричарда Бонингтона. Хотя рисование не стало для Теккерея основным занятием, впоследствии он иллюстрировал собственные романы, демонстрируя умение передавать характерные черты своих героев в карикатурном виде.
В 1832 году, достигнув совершеннолетия, Теккерей получил наследство — доход примерно в 500 фунтов в год. Он быстро растратил его, отчасти проиграв в карты, отчасти — в неудачных попытках литературного издательства (обе финансируемые им газеты, The National Standard и The Constitutional, обанкротились).
В 1836 году под псевдонимом Теофиль Вагстаф он выпустил томик под названием «Флора и Зефир», представлявший собой серию карикатур на Марию Тальони и её партнёра Альбера, гастролировавших в лондонском Королевском театре в 1833 году. Обложка издания пародировала знаменитую литографию Шалона, изображающую Тальони в роли Флоры:338.
В 1837 году Теккерей женился, но семейная жизнь принесла ему немало горечи вследствие психического недуга жены. После того как жену пришлось изолировать, Теккерей жил в обществе двух дочерей (третья умерла в младенчестве). Его старшая дочь, Анна-Изабелла (в замужестве леди Ричмонд Ритчи), также стала писательницей, её воспоминания об отце — источник ценной информации; младшую, после замужества, звали Гарриет Стивен.
Первый роман Теккерея «Кэтрин» (Catherine) был напечатан в журнале Frazer’s Magazine в 1839—1840 годах. Кроме постоянного сотрудничества с этим журналом, Теккерей писал для The New Monthly Magazine, где под псевдонимом Майкла Титмарша появилась его «Книга парижских зарисовок» (The Paris Sketch Book). В 1843 году вышла его «Книга ирландских зарисовок» (Irish Sketch Book).
По распространённому тогда обычаю Теккерей печатался под псевдонимом. Публикуя роман «Ярмарка тщеславия», он впервые подписался своим настоящим именем. Тогда же он начинает сотрудничать с сатирическим журналом «Панч», в котором появляются его «Записки сноба» (Snob Papers) и «Баллады о полисмене Икс» (Ballads of the Policeman X).

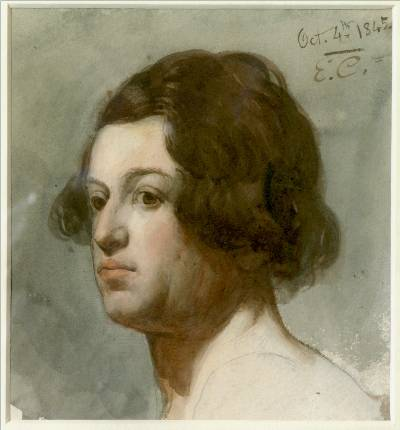
Акварельный портрет Теккерея (1845), сделанный его другом и компаньоном Айрой Кроу

«Ярмарка тщеславия», увидевшая свет в 1847—1848 годах, принесла своему автору настоящую известность. Роман писался без точно определённого плана: Теккерей задумал нескольких главных персонажей и группировал вокруг них разные события с таким расчётом, чтобы публикацию в журнале можно было растянуть или же быстро закончить — в зависимости от реакции читателей.
За «Ярмаркой тщеславия» последовали романы «Пенденнис» (Pendennis, 1848—1850), «История Генри Эсмонда» (The History of Henry Esmond, 1852) и «Ньюкомы» (The Newcomes, 1855).
В 1854 году Теккерей отказался от сотрудничества с «Панчем». В журнале Quarterly Review он опубликовал статью об иллюстраторе Джоне Личе (J. Leech’s Pictures of Life and Character), в которой дал характеристику этого карикатуриста. К этому времени относится начало новой деятельности Теккерея: он стал читать публичные лекции в Европе, а потом и в Америке, побуждаемый к этому отчасти успехами Диккенса. Однако, в отличие от последнего, он читал не романы, а историко-литературные очерки. Из этих лекций, имевших успех у публики, составились две его книги: «Английские юмористы XVIII века» и «Четыре Георга».
В 1857—1859 годах Теккерей опубликовал продолжение «Эсмонда» — роман «Вирджинцы» (The Virginians), в 1859 году стал редактором-издателем журнала «Корнхилл».
Уильям Теккерей умер 24 декабря 1863 года от инсульта и был похоронен на лондонском кладбище Кенсал Грин. Его последний роман, «Дени Дюваль» (Denis Duval), остался незаконченным.

## Характеристика творчества

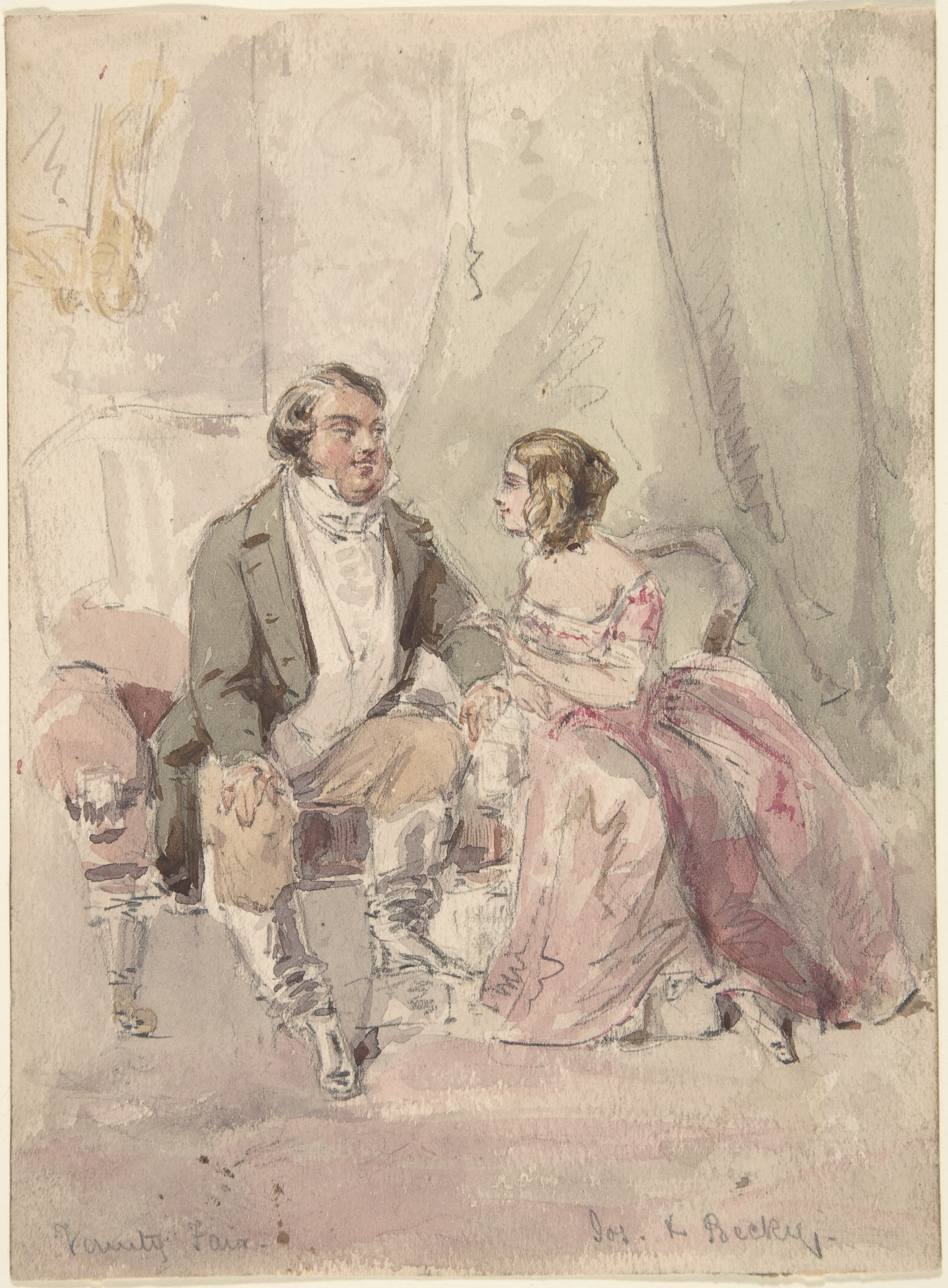
«Джозеф Седли и Бекки Шарп», рисунок Джерри Барретта (?).

Основа романов и юмористических очерков Теккерея — его пессимизм и реалистическое изображение английской жизни, правду жизни автор хотел противопоставить условной идеализации типичных английских романов. В романе того времени предполагались идеальный герой или героиня, однако Теккерей, назвав своё лучшее произведение — «Ярмарку тщеславия» — романом без героя, — ставит в центр действия людей порочных или по меньшей мере эгоистических. Исходя из убеждения, что в жизни зло гораздо интереснее и разнообразнее добра, Теккерей изучал характеры людей, действующих из дурных побуждений. Изображая зло, пороки и мелочность своих персонажей, он тем самым ярче проповедовал положительные идеалы, в то же время, увлекаясь своими порочными героями, он возбуждал к ним больший интерес читателя.
Своеобразным аккордом в произведениях Теккерея звучит пессимизм в сочетании с юмором, придавая им жизненность и, в то же время, — настоящую художественность. Хотя по своим реалистическим приёмам Теккерей сходен с Диккенсом, он отличается от него тем, что не делает уступок сентиментальному представлению об английской добродетели, а беспощадно рисует людей во всей их непривлекательности. Его романы превращаются в сатиры, с ярким изображением человеческих пороков в весьма неприглядном виде.
Бекки Шарп, героиня «Ярмарки тщеславия» — бедная девушка, поставившая себе целью «устроиться» в жизни. Она не стесняется в выборе средств, пользуясь своими умом и красотой, чтобы опутать интригами нужных ей людей: она очаровывает богатых старых холостяков, выйдя замуж за полюбившего её молодого офицера, она обманывает его. Несмотря на то, что её проделки открыты, она устраивается так, чтобы сохранить положение в свете и возможность жить в роскоши. В образе Бекки Шарп ярко воплощены жадность, суетность и эгоизм, свойственные людям, поглощённым погоней за житейскими благами.
Героиня романа и другие отрицательные типы выписаны автором особенно интересно, другие персонажи романа — добродетельная Эмилия Седли и другие жертвы Бекки — скорее скучны и бесцветны, за исключением тех, где преобладают комические и некрасивые черты — как в увальне Джозефе Седли.
Главные действующие лица романа «Пенденнис» — эгоист-дядя и его легкомысленный племянник, подверженный слабостям и заблуждениям молодости. Они оба остаются человечными в своих ошибках; таковы и остальные недобродетельные персонажи романа: ирландская семья Костиганов, интриганка Бланш Амори. В «Ньюкомах» — продолжении «Пенденниса» — Теккерей показывает, как люди склонны обманывать других и сами становиться жертвами обмана. Выводя целую галерею жизненных, с блестящим юмором изображённых типов, Теккерей превращает роман в настоящую сатиру: на семейную жизнь, на женщин, которые преклоняются перед богатством и знатностью, на «гениальных» молодых художников, которые ничего не делают, но тешатся честолюбивыми мечтами. Пессимизм писателя вносит в финал романа трагическую ноту — разорившийся полковник умирает в приютившей его общине. Когда в журнале печатался этот роман, читатели слали автору письма, умоляя поженить симпатичных героев, которым выпали трудные испытания, на что он отвечал: «Это не в моей власти».
«Эсмонд» и «Виргинцы» — исторические романы из быта XVIII века. Героиня «Эсмонда» — воплощение мелкой, тщеславной и эгоистической души в прекрасном теле. Хотя в этом романае есть и благородные характеры, выписанные с любовью, общая атмосфера пропитана грустью. Автор демонстрирует, что результат низких побуждений, даже если ими достигаются какие-то внешние блага — всегда печален. В противовес «Эсмонд» можно поставить роман «Виргинцы», описывающий продолжение рода Эсмондов на примере двух братьев, приехавших из американской Виргинии на историческую родину и не нашедших понимания среди родственников. Чистые и честные братья по-разному прошли свои пути, но остались одинаково благородными и достойными мужчинами, чего не скажешь о других членах славного семейства, погрязших в клевете, карточных играх и пьянстве.
В исторических романах Теккерей старался быть безупречно объективным. Он воссоздавал не только понятия и нравы, но и язык той эпохи. Потом его станут называть «романистом воспоминаний», потому что он был так реалистичен, словно являлся непосредственным свидетелем событий. Издавая «Историю Генри Эсмонда», автор отыскал типографский шрифт и бумагу, которые использовались в начале XVIII века. У читателей возникало чувство, будто это и впрямь исповедь, напечатанная тогда и отчего-то пролежавшая на складе полтора столетия.
Давая в своих романах историю целых семей, Теккерей углубляет реализм и достигает эпичности повествования, выводя персонажей за пределы типичности, свойственной одной лишь Англии.
Весь блеск сатирического таланта Теккерея проявляется в его «Записках сноба» и «Из записок Желтоплюша», представляющих собой остроумные карикатуры на высшее английское общество.

## Экранизации
- Барри Линдон — фильм Стэнли Кубрика (1975)
- Не покидай — 2-серийный фильм Леонида Нечаева (1989)
- Ярмарка тщеславия — телесериал (1998)
- Ярмарка тщеславия — фильм Миры Наир (2004)
- Ярмарка тщеславия — телесериал (2018)